# ثوم بيركنشاوي
الثوم البيركنشاوي (باللاتينية: Allium birkinshawii) نوع نباتي عشبي يتبع جنس الثوم من الفصيلة الثومية. سمي على اسم عالم النبات بيركنشاو.

## الموئل والانتشار
ينتشر في بلاد الشام.